# Genneton

Genneton este o comună în departamentul Deux-Sèvres, Franța. În 2009 avea o populație de 342 de locuitori.